# 拉加寺
拉加寺（藏語：རྭ་རྒྱ་དགོན，威利转写：rwa rgya dgon），又称“嘉禅寺”，初名“扎西功德林”（吉祥广安寺），后改名“甘丹扎西回尼”（具善吉祥源地）。位于中国青海省果洛藏族自治州玛沁县拉加镇，格鲁派寺院。
1988年9月15日，公布为为第五批青海省文物保护单位，类型为古建筑。2013年中国国务院将之列入第七批全国重点文物保护单位（古建筑）。
拉加寺的历史年代为清。